# Marnix Gijsen
Marnix Gijsen, született Joannes Alphonsius Albertus Goris, (Antwerpen, 1899. október 20. – Lubbeek, 1984. szeptember 29.) flandriai flamand író. Publikációi egy részét Jan-Albert Goris néven adta ki, de a világhírt Marnix Gijsen névvel érte el 1947-es regényével. Az alkotói időszakában használt családnév az anyja családneve, a keresztnevet Marnixi Fülöp (1540–1598) flamand író tiszteletére vette fel.

## Pályafutása
Középiskolája a szigorú katolikus Saint Ignacio antwerpeni jezsuita kollégium volt. Az első világháború során, 1917-ben eltanácsolták az intézetből militáns flamand aktivitása miatt. 1925-ben a leuveni katolikus egyetemen kezdett tanulni, ahol PhD fokozatot szerzett történelemből és erkölcstudományokból.
1928-tól 1933-ig Antwerpen városi önkormányzatának tisztviselője volt, 1932-ig a polgármester személyi titkára. Ezután Brüsszelben a gazdasági miniszter kabinetfőnöke lett 1939-ig. 1941-től a turisztikai főigazgatóság biztosa. 1942-től 1964-ig New Yorkban élt, Belgium információs megbízottja, és emellett meghatalmazott minisztere.
Irodalmi pályafutását költőként kezdte a Ruimte magazin expresszionista csoportjában. Legfontosabb ekkori költeménye a Lof-litanie van de Heilige Franciscus van Assisië (Assisi Szent Ferenc dicsérete, 1920). Ekkor került kapcsolatba a kortárs flamand költők közül Paul van Ostaijennel, Karel van den Oeverrel, és Victor J. Brunclairrel. Egy tanulmányúton járt az Amerikai Egyesült Államokban, 1927-ben ennek hatására írta az Ontdek Amerika (Amerika felfedezése) című történetet. Esszéket írt művészekről, mint például a Karel van Mander (1922), Jozef Cantré (1933), Hans Memling (1939), és ő írta az újság napi irodalmi kritikáit. Közeli barátja volt Suzanne Lilar belga írónőnek, később ő írta Lilar Le Couple (1963) című művének utószavát.
A második világháború alatt szakított a római katolikus vallással, és egyfajta sztoicizmus erkölcsi értékeit és élethez hozzáállását tette magáévá. Első regénye már ebből az életfilozófiából fakadt, ez a Het Boek van Joachim van Babylon (A babiloni Jóákim), amelyet 1947-ben írt. Ettől kezdve több regényt is írt, mint például a Goed en kwaad (Jó és a gonosz, 1951), Klaaglied om Agnes (Ágnes panasza, 1951), De diaspora (A diaszpóra, 1961), Zelfportret, gevleid natuurlijk (Önarckép, természetesen hízelegve, 1965). 1968-ban írta a Helena op Itahaka (Ithakai Helené) című színjátékát. A katolicizmushoz való viszonyáról írta a De afvallige (A renegát) és a Biecht van een Heiden (A pogány vallomása) című munkáit, amelyek 1971-ben jelentek meg. Moralista, aki mindenek ellenére megy a maga útján, és tartja magas erkölcsi szintjét, jó és bátor a gonosz elleni harcban. Irodalmi munkásságáért 1959-ben elnyerte a belga nemzeti irodalmi díjat, 1969-ben a Prijs der Nederlandse Letteren kitüntetést (Holland irodalmi díj). 1975-ben lovaggá ütötték, és bárói címet kapott.

## Magyarul
- Télemakhosz falun. Felhőtlen, szélcsendes történet; ford. Görög Lívia; Európa, Bp., 1976
- A babiloni Jóákím könyve, mely életének és nevezetes feleségének, Zsuzsannának hiteles történetét beszéli el; ford. Gera Judit; Magvető, Bp., 1986 (Rakéta Regénytár)

## Fordítás
- Ez a szócikk részben vagy egészben  a   Marnix Gijsen című angol Wikipédia-szócikk ezen változatának fordításán alapul.  Az eredeti cikk szerkesztőit annak laptörténete sorolja fel. Ez a jelzés csupán a megfogalmazás eredetét és a szerzői jogokat jelzi, nem szolgál a cikkben szereplő információk forrásmegjelöléseként.